# Maddaloni
Maddaloni – miejscowość i gmina we Włoszech, w regionie Kampania, w prowincji Caserta.
Według danych na rok 2004 gminę zamieszkiwało 37 196 osób, 1033,2 os./km².